# Diplazon pallicoxa
Diplazon pallicoxa är en stekelart som beskrevs av Manukyan 1987. Diplazon pallicoxa ingår i släktet Diplazon och familjen brokparasitsteklar. Inga underarter finns listade i Catalogue of Life.